# Govilon
Govilon är en by i Monmouthshire i Wales. Byn är belägen 38,3 km 
från Cardiff. Orten har 1 395 invånare (2016).